# Cacajao ayresi
El uakarí de Araçá (Cacajao ayresi) es un primate platirrino perteneciente a la familia Pitheciidae.

## Distribución
Habitan en un área pequeña en el extremo norte de Brasil, en el bosque húmedo de la cuenca del río Araçá. Su área de distribución se encuentra al norte del río Negro, pero sus dimensiones exactas no se conocen aún.

## Descripción
La longitud del cuerpo es de 36 a 40 cm y la de la cola de 16-18 pulgadas. Pesa entre 2 y 2,5 kg. Su pelaje es de color negro, pero la parte posterior tiene un tono rojizo. El pelo de la región del hombro es alargado y forman una vaina bien visible. La cabeza carece de pelo, excepto la parte superior, que posee pelo negro. Las orejas sobresalen de la piel.

## Comportamiento
Sobre la forma de vida de esta especie recientemente descrita todavía se sabe muy poco. Posiblemente, como los uacarís negros, sean diurnos y arbóreos y vivan en grandes grupos, de 35 a 100 individuos, alimentándose de frutos de cáscara dura, semillas, hojas y artrópodos.

## Nombre
Fue descrito solo hasta 2008 como especie diferente. Su nombre común proviene de río Araçá, donde fueron encontrados los especímenes tipo y su nombre científico honra a José Márcio Ayres, zoólogo de Wildlife Conservation Society, quien murió en 2003 y fue pionero en el estudio de los uacarís y promotor de su protección.